# Убийство в Гросс-Пойнте
«Убийство в Гросс-Пойнте» (англ. Grosse Pointe Blank) — чёрная криминальная комедия режиссёра Джорджа Армитеджа с Джоном Кьюсаком и Минни Драйвер в главных ролях. Лента вышла на экраны 11 апреля 1997 года.

## Сюжет
Мартин Бланк — профессиональный убийца, недовольный собственной работой. По совету своей помощницы Марселлы и доктора Отмана (который ведёт сеансы психоанализа только из страха быть убитым своим пациентом) Бланк отправляется в родной город Гросс-Пойнт на встречу выпускников, чтобы отдохнуть и отвлечься. Мартин надеется восстановить отношения со своей девушкой Дэби, от которой он сбежал 10 лет назад. Но тут Бланку поступает заказ на очередное убийство, которое должно произойти в Гросс-Пойнте, и он соглашается. Заказ перехватывает Гросер, конкурент Бланка, постоянно мешающий его работе. Он выдаёт Мартина двум федеральным агентам, которые начинают его преследовать, а также подсылает бывшего террориста для убийства Бланка.

## В ролях
- Джон Кьюсак — Мартин Бланк, профессиональный убийца
- Минни Драйвер — Дэби Ньюберри, ведущая радиостанции
- Алан Аркин — доктор Отман, психоаналитик
- Дэн Эйкройд — Гросер, профессиональный убийца, конкурент Бланка
- Джоан Кьюсак — Марселла, секретарь Мартина Бланка
- Мич Райан — Барт Ньюберри, отец Дэби
- Хэнк Азариа — Стивен Ларднер, федеральный агент
- К. Тодд Фриман — Кеннет МакКаллерс, федеральный агент
- Бенни Уркидес — Феликс Ла Пубелл, террорист, подосланный убрать Бланка
- Стив Пинк — Терри Ростана, сторож магазина
- Джереми Пивен — Пол Сперикки, выпускник 86-го года
- Майкл Кудлиц — Боб Дестепелло, выпускник 86-го года
- Карлос Джекотт — Кен, выпускник 86-го года
- Д. В. Де Винсентис — Дэн Корецки, выпускник 86-го года
- Барбара Харрис — Мэри Бланк, мать Мартина Бланка
- Энн Кьюсак — Эми, пьяная выпускница, встретившая Мартина и Дэби
- Билл Кьюсак — официант

## Критика
«Убийство в Гросс-Пойнте» получило в целом положительные отзывы. На сайте Rotten Tomatoes фильм имеет 76 % положительных оценок на основе 56 обзоров, а также статус «свежести». На сайте Metacritic также 76 % положительных оценок на основе 27 обзоров, то есть «в целом положительная оценка Metacritic». Роджер Эберт дал фильму 2.5 звезды из 4 возможных, отмечая актёрскую игру и диалоги. Картина собрала 6 870 397 долларов в первые выходные, заняв 4 место по кассовым сборам. Итоговые сборы составили 28 084 357 долларов.

## Саундтрек
Оригинальный саундтрек для фильма написал Джо Страммер, прежде лидер группы The Clash. Также в фильме звучит множество классических хитов рока, панк-рока и новой волны. На встрече выпускников 86-го года играют песни 80-х, таких исполнителей как Дэвид Боуи и Queen, The Cure, Motörhead, The Clash, Siouxsie and the Banshees и других. Некоторые композиции являются современными по отношению ко времени действия фильма, которое происходит в 1997 году, это песни Guns N’ Roses, The Pogues и других исполнителей. Первый диск Grosse Pointe Blank вышел в марте 1997 года и занял 31 строчку в чарте Billboard 200, в связи с чем в октябре вышел второй диск, который изначально не планировался.
1 диск
| #   | Название                  | Исполнитель             | Продолжительность |
| --- | ------------------------- | ----------------------- | ----------------- |
| 1.  | Blister in the Sun        | Violent Femmes          | 2:08              |
| 2.  | Rudie Can’t Fail          | The Clash               | 3:31              |
| 3.  | Mirror in the Bathroom    | The English Beat        | 3:09              |
| 4.  | Under Pressure            | Дэвид Боуи и Queen      | 4:03              |
| 5.  | I Can See Clearly Now     | Джонни Нэш              | 2:46              |
| 6.  | Live and Let Die          | Guns N’ Roses           | 3:02              |
| 7.  | We Care a Lot             | Faith No More           | 4:03              |
| 8.  | Pressure Drop             | The Specials            | 4:18              |
| 9.  | Absolute Beginners        | The Jam                 | 2:50              |
| 10. | Armagideon Time           | The Clash               | 3:53              |
| 11. | El Matador                | Los Fabulosos Cadillacs | 4:34              |
| 12. | Let My Love Open the Door | Пит Таунсенд            | 4:58              |
| 13. | Blister 2000              | Violent Femmes          | 2:58              |

2 диск
| #   | Название                        | Исполнитель                      | Продолжительность |
| --- | ------------------------------- | -------------------------------- | ----------------- |
| 1.  | A Message to You, Rudy          | The Specials                     | 2:53              |
| 2.  | Cities in Dust                  | Siouxsie and the Banshees        | 3:49              |
| 3.  | The Killing Moon                | Echo & the Bunnymen              | 5:44              |
| 4.  | Monkey Gone to Heaven           | Pixies                           | 2:56              |
| 5.  | Lorca’s Novena                  | The Pogues                       | 4:35              |
| 6.  | Go!                             | Tones on Tail                    | 2:32              |
| 7.  | Let it Whip                     | Dazz Band                        | 4:24              |
| 8.  | The Dominatrix Sleeps Tonight   | Dominatrix                       | 3:40              |
| 9.  | War Cry                         | Джо Страммер                     | 5:58              |
| 10. | White Lines (Don’t Don’t Do It) | Грэндмастер Флэш и Мелвин Гловер | 7:24              |
| 11. | Take on Me                      | a-ha                             | 3:46              |
| 12. | You’re Wondering Now            | The Specials                     | 2:37              |

Другие звучавшие в фильме песни
| #   | Название               | Исполнитель        |
| --- | ---------------------- | ------------------ |
| 1.  | Fugue in a Minor       | Жак ван Ортмерссен |
| 2.  | Live and Let Die       | Адам Филдс         |
| 3.  | Ace of Spades          | Motörhead          |
| 4.  | In Between Days        | The Cure           |
| 5.  | Your Lucky Day in Hell | Eels               |
| 6.  | Little Luxuries        | The Buzros         |
| 7.  | Sharks Can't Sleep     | Трейси Бонэм       |
| 8.  | Big Boss Man           | Джимми Рид         |
| 9.  | Detroit City           | Бобби Бэйр         |
| 10. | Walk Like an Egyptian  | The Bangles        |
| 11. | 99 Luftballons         | Nena               |
| 12. | Doors of Your Hear     | The English Beat   |